# Smilegate
Smilegate est un développeur et éditeur de jeu vidéo sud-coréen. Il comprend cinq secteurs d'activité principaux : le développement de jeux, l'édition, la plate-forme, l'investissement et la contribution sociale. Fondée en Corée du Sud en 2002, la société avait créé CrossFire, un jeu de tir à la première personne avec plus de six millions de joueurs simultanés à travers le monde, et de nombreux autres jeux.

## Histoire
Smilegate a commencé à développer le jeu vidéo en ligne CrossFire en 2006. Et l'année suivante, Smilegate a lancé le jeu en Chine et au Japon. En 2009, 1 million d'utilisateurs ont été enregistrés simultanément en Chine et 0,1 million d'utilisateurs au Viêt Nam.
En 2017, pour mieux entretenir CrossFire sur le marché européen, un nouveau bureau a été ouvert à Berlin, en Allemagne, ce dernier a été fermé en avril 2018, dans le cadre d'un processus de restructuration à l'échelle de l'entreprise et toutes les opérations de jeux ont été transférées à Smilegate West à Toronto.

## Jeux vidéo
Liste des jeux développés ou édités par Smilegate. Les années indiquées sont pour les sorties en Corée du Sud.
| Année | Titre                          |
| ----- | ------------------------------ |
| 2005  | TalesRunner                    |
| 2007  | CrossFire                      |
| 2010  | ProBaseball Manager Online     |
| 2011  | Freestyle2                     |
| 2012  | MVP baseball online            |
| 2013  | Devil Maker: Tokyo             |
| 2013  | Eastern Blade                  |
| 2014  | Qurare: Magic Library          |
| 2016  | Qurare: Magic Library PS4      |
| 2015  | Dragon Fate                    |
| 2015  | Bunnypang                      |
| 2015  | AZERA                          |
| 2017  | SoulWorker                     |
| 2017  | Super Tank Rumble              |
| 2017  | Epic Seven                     |
| 2017  | TAHN                           |
| 2017  | ChaosMasters                   |
| 2017  | WarReign                       |
| 2018  | Arcane Straight                |
| 2018  | Lost Ark                       |
| TBA   | SkySaga: Infinite Isles        |
| 2019  | ROGAN: The Thief in the Castle |
| 2022  | CrossfireX                     |
| 2022  | Crossfire: Legion              |